# Sezon 2017/2018 w curlingu
Zestawienie rozgrywek curlingowych w sezonie 2017/2018, który rozpoczął się w sierpniu 2017 a zakończy w maju roku następnego.
|               | Zawody                                                                                         | 1.                                                    | 2.                                                | 3.                                                  |
| ------------- | ---------------------------------------------------------------------------------------------- | ----------------------------------------------------- | ------------------------------------------------- | --------------------------------------------------- |
|               | New Zealand Winter Games Naseby, 25-30 sierpnia 2017                                           | Turmann, Lill                                         | Park, Thomas                                      | Skaslien, Nedregotten                               |
| Polska        | Mistrzostwa Polski Mikstów Warszawa, 8–10 września 2017                                        | AZS Gliwice Andrzej Augustyniak                       | Śląski Klub Curlingowy Katowice Bartosz Dzikowski | Polska Organizacja Sportowa Łódź Aleksander Grzelka |
|               | Mistrzostwa Świata Mikstów Champéry, 6–14 października 2017                                    | Grant Hardie                                          | Trevor Bonot                                      | Jaroslav Vedral                                     |
| Polska        | Mistrzostwa Polski Par Mieszanych Juniorów Młodszych Warszawa, 13–15 października 2017         | Polska Organizacja Sportowa Łódź Barton/Grzelka       | Klub Sportowy Warszowice Dziewirz/Porwisz         | Gdańsk Curling Club Piotrowicz/Szymula              |
| Polska        | Turniej kwalifikacyjny do mistrzostw Europy Warszawa, 19–22 października 2017                  | Polska Organizacja Sportowa Łódź Marta Szeliga-Frynia | KŚ AZS Gliwice Elżbieta Ran                       | KŚ AZS Gliwice Marta Pluta                          |
| Polska        | Turniej kwalifikacyjny do mistrzostw Europy Warszawa, 19–22 października 2017                  | Wa Ku'ta Sopot Curling Club Borys Jasiecki            | Śląski Klub Curlingowy Katowice Bartosz Dzikowski | Polska Organizacja Sportowa Łódź Aleksander Grzelka |
| Polska        | Turniej kwalifikacyjny do mistrzostw świata juniorów grupy B Warszawa, 19–22 października 2017 | City Curling Club Warszawa Daria Chmarra              | KŚ AZS Gliwice Ewa Nogły                          | –                                                   |
| Polska        | Turniej kwalifikacyjny do mistrzostw świata juniorów grupy B Warszawa, 19–22 października 2017 | Klub Sportowy Warszowice Krzysztof Świątek            | City Curling Club Warszawa Michał Janowski        | City Curling Club Warszawa Arkadiusz Prajsnar       |
| Polska        | Mistrzostwa Polski Seniorów Gdańsk, 27–29 października 2017                                    | Klub Sportowy Warszowice Krzysztof Nowak              | Gdańsk Curling Club Henryk Skowroński             | Polska Organizacja Sportowa Łódź Jacek Szeliga      |
|               | Mistrzostwa Azji i Strefy Pacyfiku Erina, 2-9 listopada 2017                                   | Kim Eun-jung                                          | Satsuki Fujisawa                                  | Jiang Yilun                                         |
| Kim Chang-min | Mistrzostwa Azji i Strefy Pacyfiku Erina, 2-9 listopada 2017                                   | Zou Dejia                                             | Yusuke Morozumi                                   |                                                     |
| Kanada        | Home Hardware Road to the Roar Summerside, 6–12 listopada 2017                                 | Krista McCarville                                     | Julie Tippin                                      | –                                                   |
| Kanada        | Home Hardware Road to the Roar Summerside, 6–12 listopada 2017                                 | John Morris                                           | Brendan Bottcher                                  | –                                                   |
| Kanada        | Canadian Mixed Curling Championship Swan River, 12–18 listopada 2017                           | Mike Anderson                                         | Robert Desjardins                                 | Chris Ford                                          |
|               | Mistrzostwa Europy St. Gallen, 17–25 listopada 2017                                            | Eve Muirhead                                          | Anna Hasselborg                                   | Diana Gaspari                                       |
| Niklas Edin   | Mistrzostwa Europy St. Gallen, 17–25 listopada 2017                                            | Kyle Smith                                            | Peter de Cruz                                     |                                                     |
| Kanada        | Travelers Curling Club Championships Kingston, 20–25 listopada 2017                            | Stacey Fordyce                                        | Nanette Dupont                                    | Jodi McCutcheon                                     |
| Kanada        | Travelers Curling Club Championships Kingston, 20–25 listopada 2017                            | Bart Sawyer                                           | Mark Anderson                                     | John Mryglod                                        |
| Kanada        | Canadian Olympic Curling Trials Ottawa, 2–10 grudnia 2017                                      | Rachel Homan                                          | Chelsea Carey                                     | Jennifer Jones                                      |
| Kanada        | Canadian Olympic Curling Trials Ottawa, 2–10 grudnia 2017                                      | Kevin Koe                                             | Mike McEwen                                       | Brad Gushue                                         |
|               | Turniej kwalifikacyjny do Zimowych Igrzysk Olimpijskich 2018 Pilzno, 5–10 grudnia 2017         | Wang Bingyu                                           | Madeleine Dupont                                  | Diana Gaspari                                       |
| Joël Retornaz | Turniej kwalifikacyjny do Zimowych Igrzysk Olimpijskich 2018 Pilzno, 5–10 grudnia 2017         | Rasmus Stjerne                                        | Jiří Snítil                                       |                                                     |
| Kanada        | Canadian Mixed Doubles Olympic Trials Portage la Prairie, 3-7 stycznia 2018                    | Lawes / Morris                                        | Sweeting / Gushue                                 | Peterman / Gallant                                  |
|               | Mistrzostwa świata juniorów gr. B Lohja, 3–10 stycznia 2018                                    | Wang Zixin                                            | Dilşat Yildiz                                     | Maia Ramsfjell                                      |
| Wang Zhiyu    | Mistrzostwa świata juniorów gr. B Lohja, 3–10 stycznia 2018                                    | Aleksandr Bystrow                                     | Klaudius Harsch                                   |                                                     |
|               | Challenge Ameryk do mistrzostw świata London, 11–13 stycznia 2018                              | Glenn Howard                                          | Marcelo Mello                                     | –                                                   |
|               | Continental Cup London, 11–14 stycznia 2018                                                    | Ameryka Północna                                      | Świat                                             | –                                                   |
| Kanada        | Canadian Junior Curling Championships Shawinigan, 13–21 stycznia 2018                          | Kaitlyn Jones                                         | Laurie St-Georges                                 | Justine Comeau                                      |
| Kanada        | Canadian Junior Curling Championships Shawinigan, 13–21 stycznia 2018                          | Tyler Tardi                                           | Tanner Horgan                                     | J.T. Ryan                                           |
| Kanada        | Scotties Tournament of Hearts Penticton, 27 stycznia-4 lutego 2018                             | Jennifer Jones                                        | Kerri Einarson                                    | Mary-Anne Arsenault                                 |
|               | Zimowe Igrzyska Olimpijskie Gangneung, 8–25 lutego 2018                                        | Lawes / Morris                                        | Perret / Rios                                     | Bryzgałowa / Kruszelnicki Skaslien / Nedregotten    |
|               | Zimowe Igrzyska Olimpijskie Gangneung, 8–25 lutego 2018                                        | Satsuki Fujisawa                                      |                                                   |                                                     |
| John Shuster  | Zimowe Igrzyska Olimpijskie Gangneung, 8–25 lutego 2018                                        | Niklas Edin                                           | Peter de Cruz                                     |                                                     |
|               | Mistrzostwa Świata Juniorów Aberdeen, 3–11 marca 2017                                          |                                                       |                                                   |                                                     |
|               |                                                                                                |                                                       |                                                   |                                                     |
| Kanada        | Tim Hortons Brier Regina, 3–11 marca 2018                                                      |                                                       |                                                   |                                                     |
|               | Zimowe Igrzyska Paraolimpijskie Gangneung, 9–18 marca 2018                                     |                                                       |                                                   |                                                     |
|               | Mistrzostwa Świata Kobiet North Bay, 18–25 marca 2018                                          |                                                       |                                                   |                                                     |
| Kanada        | Canadian Senior Curling Championships , 19–24 marca 2018                                       |                                                       |                                                   |                                                     |
| Kanada        | Canadian Senior Curling Championships , 19–24 marca 2018                                       |                                                       |                                                   |                                                     |
| Kanada        | Canadian Wheelchair Curling Championship Leduc, 26-31 marca 2018                               |                                                       |                                                   |                                                     |
| Kanada        | Canadian Mixed Doubles Curling Championship Leduc, 29 marca–1 kwietnia 2018                    |                                                       |                                                   |                                                     |
|               | Mistrzostwa Świata Mężczyzn Las Vegas, 31 marca-8 kwietnia 2018                                |                                                       |                                                   |                                                     |
| Kanada        | Canadian Masters Curling Championships Surrey i White Rock, 1-8 kwietnia 2018                  |                                                       |                                                   |                                                     |
| Kanada        | Canadian Masters Curling Championships Surrey i White Rock, 1-8 kwietnia 2018                  |                                                       |                                                   |                                                     |
|               | Mistrzostwa Świata Par Mieszanych Östersund, 21–28 kwietnia 2018                               |                                                       |                                                   |                                                     |
|               | Mistrzostwa Świata Seniorów Östersund, 21–28 kwietnia 2018                                     |                                                       |                                                   |                                                     |
|               |                                                                                                |                                                       |                                                   |                                                     |

## Eliminacje do Mistrzostw Kanady 2018
| Prowincja                    | Kobiety Scotties Tournament of Hearts                                 | Kobiety Scotties Tournament of Hearts | Mężczyźni Tim Hortons Brier                                                                             | Mężczyźni Tim Hortons Brier |
| ---------------------------- | --------------------------------------------------------------------- | ------------------------------------- | --- | --------------------------- |
| Alberta                      | AB Scotties Tournament of Hearts Medicine Hat, 10–14 stycznia 2018    | Casey Scheidegger                     | Boston Pizza Cup Spruce Grove, 31 stycznia-4 lutego 2018                                                | Brendan Bottcher            |
| Jukon                        | Yukon Scotties Tournament of Hearts Whitehorse, 11–14 stycznia 2018   | Chelsea Duncan                        | Yukon Men’s Curling Championship Whitehorse, 11–14 stycznia 2018                                        | Thomas Scoffin              |
| Kolumbia Brytyjska           | BC Scotties Tournament of Hearts Victoria, 2-7 stycznia 2018          | Kesa Van Osch                         | Canadian Direct Insurance BC Men’s Curling Championship Parksville, 30 stycznia-4 lutego 2018           | Sean Geall                  |
| Manitoba                     | MB Scotties Tournament of Hearts Killarney, 10–14 stycznia 2018       | Jennifer Jones                        | Safeway Championship Winkler, 1-4 lutego 2018                                                           | Reid Carruthers             |
| Northern Ontario             | NO Scotties Tournament of Hearts Greater Sudbury, 10–14 stycznia 2018 | Tracy Fleury                          | The Dominion NO Provincial Men’s Championship Northeastern Manitoulin and the Islands, 7–11 lutego 2018 |                             |
| Nowa Fundlandia i Labrador   | NL Scotties Tournament of Hearts St. John’s, 2-7 stycznia 2018        | Stacie Curtis                         | Newfoundland and Labrador Tankard St. John’s, 29 stycznia-4 lutego 2018                                 | Greg Smith                  |
| Nowa Szkocja                 | NS Scotties Tournament of Hearts Dartmouth, 10–14 stycznia 2018       | Mary-Anne Arsenault                   | Molson Coors Tankard Dartmouth, 10–14 stycznia                                                          | Jamie Murphy                |
| Nowy Brunszwik               | NB Scotties Tournament of Hearts Moncton, 3-7 stycznia 2018           | Sylvie Robichaud                      | Molson Canadian Men’s Provincial Curling Championship Miramichi, 7–11 lutego 2018                       |                             |
| Nunavut                      | NU Scotties Tournament of Hearts Iqaluit, 8–10 grudnia 2017           | Amie Shackelton                       | Nunavut Men’s Curling Championship Iqaluit, 1-3 grudnia 2017                                            | Dave St. Louis              |
| Ontario                      | ON Scotties Tournament of Hearts Whitby, 10–14 stycznia 2018          | Hollie Duncan                         | Dominion Tankard Huntsville, 30 stycznia-4 lutego 2018                                                  | John Epping                 |
| Quebec                       | Championnat Provincial des Coeurs Scotties Lévis, 9–14 stycznia 2018  | Émilia Gagné                          | Championnat provincial de curling masculin Hudson, 5–11 lutego 2018                                     |                             |
| Saskatchewan                 | SK Scotties Tournament of Hearts Melfort, 2-7 stycznia 2018           | Sherry Anderson                       | SaskTel Tankard Estevan, 31 stycznia-4 lutego 2018                                                      | Steve Laycock               |
| Terytoria Północno-Zachodnie | NWT Scotties Tournament of Hearts Inuvik, 3-8 stycznia 2018           | Kerry Galusha                         | NWT Men’s Curling Championship Inuvik, 7–12 lutego 2018                                                 |                             |
| Wyspa Księcia Edwarda        | PEI Scotties Tournament of Hearts Cornwall, 3-9 stycznia 2018         | Robyn MacPhee                         | PEI Tankard Cornwall, 3-9 stycznia 2018                                                                 | Eddie MacKenzie             |
| Team Canada                  | Scotties Tournament of Hearts 2017 St. Catharines, 18–26 lutego 2017  | Rachel Homan Michelle Englot          | Tim Hortons Brier 2017 St. John’s, 4–12 marca 2017                                                      | Brad Gushue                 |